# Aubrey Beauclerk (5e duc de Saint-Albans)
Pour les articles homonymes, voir Aubrey Beauclerk et Beauclerk.
Aubrey Beauclerk, 5e duc de Saint-Albans (3 juin 1740 – 9 février 1802) est un propriétaire britannique, et un collectionneur d'antiquités et d'œuvres d'art.

## Famille

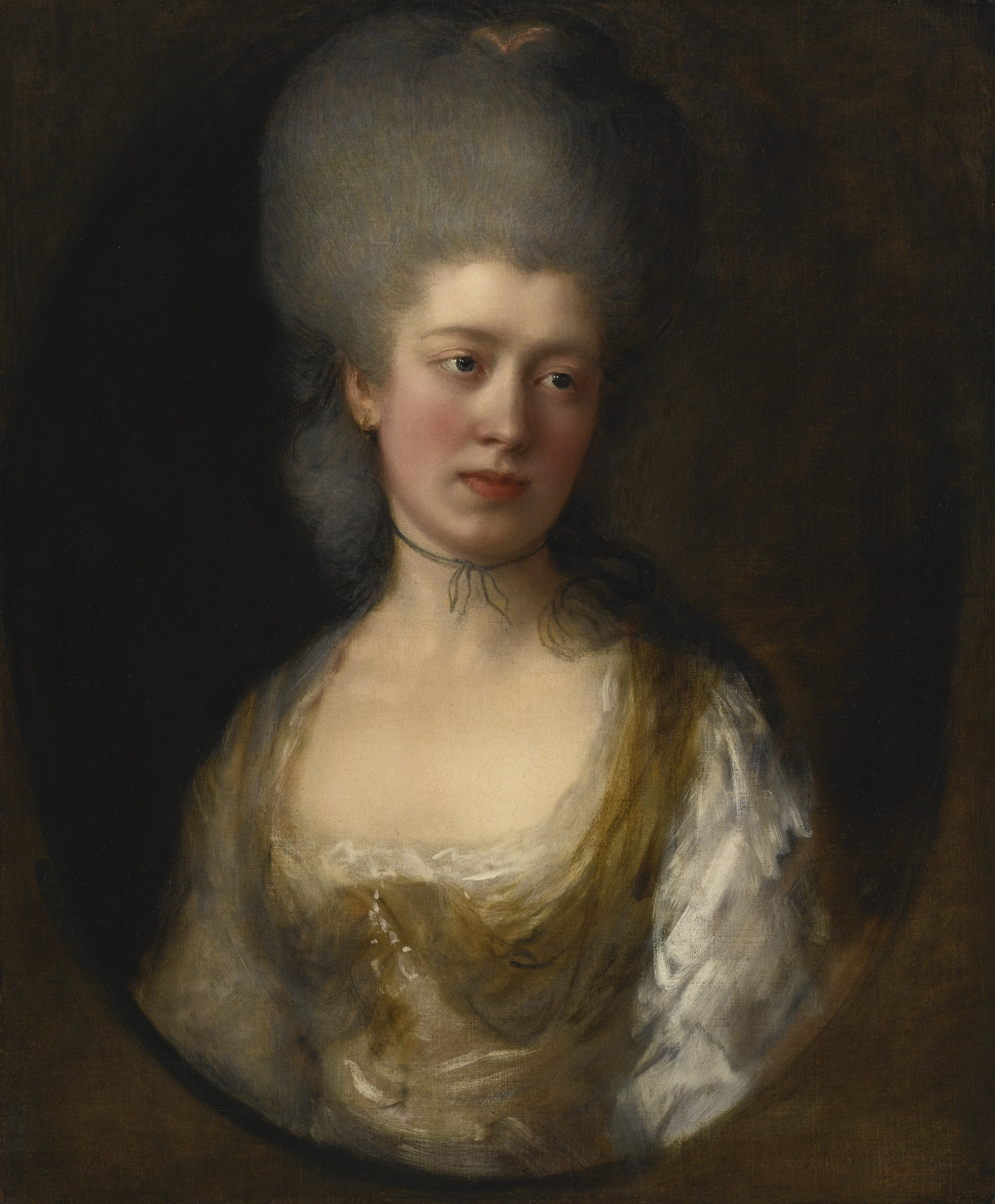
Thomas Gainsborough : Portrait de Lady Catherine Ponsonby.

Aubrey Beauclerk est né en 1740, fils de l'amiral Vere Beauclerk, 1er baron Vere et petit-fils de Charles Beauclerk (1er duc de Saint-Albans).
Le 4 mai 1763, il épouse Lady Catherine Ponsonby (en) (14 octobre 1742 – 4 septembre 1789), fille de William Ponsonby (2e comte de Bessborough). Ils ont sept enfants :
- Aubrey Beauclerk (6e duc de Saint-Albans) (21 août 1765 – 12 août 1815) ;
- William Beauclerk (8e duc de Saint-Albans) (18 décembre 1766 – 17 juillet 1825) ;
- Lady Catherine Elizabeth Beauclerk (c. 1768 – juillet 1803), mariée le 1er septembre 1802 au Rév. James Burgess (mort le 27 novembre 1827) ;
- L'amiral Lord Amelius Beauclerk (23 mai 1771 – 10 décembre 1846), mort célibataire ;
- Le Révérend Seigneur Frédéric Beauclerk (8 mai 1773 – 22 avril 1850), marié avec Charlotte Dillon (fille de Charles Dillon (12e vicomte Dillon)) ;
- Lady Caroline Beauclerk (c. 1775 – 23 novembre 1838), mariée avec Charles de Dundas (fils de Thomas Dundas (1er baron Dundas)) ;
- Lady Georgiana Beauclerk (1776 – 17 octobre 1791), décédée célibataire à l'âge de 15 ans.

## Carrière
De 1761 à 1768, il est député de Thetford et de 1768 à 1774, il a été député d'Aldborough.
En 1778 Beauclerk et son épouse sont allés à Rome, à la suite de rumeurs dans la presse concernant une relation de Catherine Beauclerk avec Thomas Brand (junior). Il accompagne les Beauclerks à Rome, abandonnant sa propre femme et ses enfants.
En 1779 il finance une excavation avec Thomas Jenkins à Centocelle, qui a produit plusieurs sculptures antiques. Pour célébrer ce succès Beauclerk commande à Franciszek Smuglewicz un portrait de lui et de sa famille sur le site (la peinture est maintenant à Cheltenham Art Gallery). Certaines de ces sculptures sont vendues à Giovanni Battista Visconti pour le Musée Pio-Clementino du Vatican à Rome, et d'autres au collectionneur Britannique, Henry Blundell; beaucoup sont exposées à Beauclerk House à Hanworth en 1783.
À la mort de son père en 1781 Beauclerk devient le 2e baron Vere, et en 1787, à la mort de son cousin, il devient le 5e duc de Saint-Albans.
Beauclerk vend sa collection d'antiquités en 1798 et 1801, ce qui ne l'empêche pas d'être un acheteur important en 1801, à la vente des collections de son beau-père.
Il est mort en 1802, et est enterré à St George's Church, Hanworth.